# ウィレム・デフォー
ウィレム・デフォー（Willem Dafoe, 1955年7月22日 - ）は、アメリカ合衆国ウィスコンシン州出身の俳優。劇団ウースター・グループの創設メンバーである。

## 来歴
アメリカ合衆国ウィスコンシン州アップルトンで外科医の父と看護婦の母の間に生まれた。8人兄弟の7番目で、幼少時に「ウィレム」の愛称を得る。なお「ウィレム」というオランダ人風の愛称であるが、彼自身はオランダには縁もゆかりもない。彼はウィスコンシン大学でドラマを研究したが、前衛劇団シアターXに加わるため中途退学した。シアターXでアメリカ合衆国およびヨーロッパを4年間公演旅行し、その後ニューヨークでエリザベス・レコンテの率いる劇団に加わった。
デフォーの映画出演は1981年の『天国の門』から始まった。しかし彼の登場シーンは編集によりカットされた。1年後『ラブレス』でオートバイ・ギャングのリーダー役を演じ、その後『L.A.大捜査線/狼たちの街』で注目を浴び、最初の国際的評価を得たのは1986年の『プラトーン』でのエライアス3等軍曹役である。彼はその後性格俳優として人気が出る。その表情から『スピード2』のガイガーや『スパイダーマン』のグリーン・ゴブリンの様な怪しい悪役を演じることが多い。彼は1988年の『最後の誘惑』でイエス・キリストを演じた。また『プラトーン』および2000年の『シャドウ・オブ・ヴァンパイア』、2017年の『フロリダ・プロジェクト 真夏の魔法』でアカデミー賞最優秀助演男優賞のノミネートを受けた。さらに2019年には、『永遠の門 ゴッホの見た未来』で、初のアカデミー賞最優秀主演男優賞にノミネートされている。
彼は1990年にプラダのコマーシャルに出演した。また、2004年にはジェームズ・ボンドのテレビゲーム『007 エブリシング・オア・ナッシング』の悪役ニコライ・ディアボロの声を演じた。
2021年には『スパイダーマン：ノー・ウェイ・ホーム』にて久々にグリーン・ゴブリン役を演じて話題となったが、同作に出演したことによって、2022年1月25日に共演したトビー・マグワイアと共に、「19年と225日の最も長期でマーベルのキャラクターを演じた俳優」として当時ギネス世界記録に認定された。

## 私生活
エリザベス・レコンテとデフォーは演劇および生活のパートナーとなった。1982年に息子が生まれているが、2人は結婚せず2004年に別れている。デフォーは2005年にイタリア人女優ジアダ・コラグランデ（Giada Colagrande）と結婚した。

## フィルモグラフィ
※役名の太字表記は主演。

### 映画
| 年   | 題名                                                                                    | 役名                                            | 備考 | 日本語吹替                                                             |
| ---- | --------------------------------------------------------------------------------------- | ----------------------------------------------- | --- | ---------------------------------------------------------------------- |
| 1980 | 天国の門 Heaven's Gate                                                                  |                                                 | クレジットなし | 不明                                                                   |
| 1982 | ラブレス The Loveless                                                                   | ヴァンス                                        | 日本劇場未公開 |                                                                        |
| 1983 | ハンガー The Hunger                                                                     | 電話ボックスの若者                              | | 塩屋浩三                                                               |
| 1984 | ロードハウス66 Roadhouse 66                                                             | ジョニー                                        | 日本劇場未公開 |                                                                        |
| 1984 | ストリート・オブ・ファイヤー Streets of Fire                                            | レイヴェン                                      | | 石丸博也（フジテレビ版） 咲野俊介（オンデマンド版）                    |
| 1985 | L.A.大捜査線/狼たちの街 To Live and Die in L.A.                                         | エリック・マスターズ                            | 千田光男 |                                                                        |
| 1986 | プラトーン Platoon                                                                      | エライアス3等軍曹                               | アカデミー助演男優賞 ノミネート | 苅谷俊介（テレビ朝日版） 大塚芳忠（ソフト版） 森田順平（テレビ東京版） |
| 1988 | サイゴン Off Limits                                                                     | バック・マクグリフ                              | | 磯部勉                                                                 |
| 1988 | 最後の誘惑 The Last Temptation of Christ                                                | イエス・キリスト                                | |                                                                        |
| 1988 | ミシシッピー・バーニング Mississippi Burning                                            | アラン・ウォード                                | 納谷六朗（ソフト版） 野沢那智（テレビ朝日版） |                                                                        |
| 1989 | 生きるために Triumph of the Spirit                                                      | サラモ・アラウチ                                | |                                                                        |
| 1989 | 7月4日に生まれて Born on the Fourth of July                                             | チャーリー                                      | 江角英明（VHS版） 千田光男（テレビ朝日版） 世古陽丸（DVD版） |                                                                        |
| 1990 | クライ・ベイビー Cry-Baby                                                               | 刑務所の看守                                    | 不明 |                                                                        |
| 1990 | ワイルド・アット・ハート Wild at Heart                                                  | ボビー・ペルー                                  | 桐本琢也 |                                                                        |
| 1991 | イントルーダー 怒りの翼 Flight of the Intruder                                          | コール少佐                                      | 納谷六朗（ソフト版） 樋浦勉（フジテレビ版） |                                                                        |
| 1992 | ホワイト・サンズ White Sands                                                            | レイ                                            | |                                                                        |
| 1992 | ライト・スリーパー Light Sleeper                                                        | ジョン                                          | |                                                                        |
| 1993 | BODY/ボディ Body of Evidence                                                            | フランク・デュラニー                            | 佐古正人（ソフト版） 牛山茂（テレビ朝日版） |                                                                        |
| 1993 | 時の翼にのって/ファラウェイ・ソー・クロース! In weiter Ferne, so nah!                   | エミット・フレスティ                            | |                                                                        |
| 1994 | 愛しすぎて 詩人の妻 Tom & Viv                                                           | T・S・エリオット                                | |                                                                        |
| 1994 | 今そこにある危機 Clear and Present Danger                                               | ジョン・クラーク                                | 伊井篤史（ソフト版） 野沢那智（テレビ朝日版） |                                                                        |
| 1995 | 欲望の華 The Night and the Moment                                                       | 作家                                            | 日本劇場未公開 |                                                                        |
| 1995 | ヴィクトリー 遥かなる大地 Victory                                                       | アレックス                                      | 日本劇場未公開 | 菅生隆之                                                               |
| 1996 | バスキア Basquiat                                                                       | 電気技師                                        | | 宝亀克寿                                                               |
| 1996 | イングリッシュ・ペイシェント The English Patient                                        | デヴィッド・カラヴァッジョ                      | 野沢那智（ソフト版） 桐本拓哉（Netflix版） |                                                                        |
| 1997 | スピード2 Speed 2: Cruise Control                                                       | ジョン・ガイガー                                | 江原正士（ソフト版） 大塚芳忠（フジテレビ版） |                                                                        |
| 1997 | 白い刻印 Affliction                                                                     | ロルフ・ホワイトハウス                          | 花田光 |                                                                        |
| 1998 | ルル・オン・ザ・ブリッジ Lulu on the Bridge                                             | ヴァン・ホーン                                  | 山路和弘 |                                                                        |
| 1999 | イグジステンズ eXistenZ                                                                 | ガス                                            | 上田敏也 |                                                                        |
| 1999 | 処刑人 The Boondock Saints                                                              | ポール・スメッカー                              | 江原正士 |                                                                        |
| 2000 | アメリカン・サイコ American Psycho                                                      | ドナルド・キンボール                            | 野沢那智（ソフト版） 中野健治（Netflix版） |                                                                        |
| 2000 | アニマル・ファクトリー Animal Factory                                                   | アール                                          | 日本劇場未公開 | 森田順平                                                               |
| 2000 | シャドウ・オブ・ヴァンパイア Shadow of the Vampire                                      | マックス・シュレック                            | インディペンデント・スピリット賞 助演男優賞 受賞 アカデミー助演男優賞 ノミネート | 青野武                                                                 |
| 2001 | 楽園の女 Pavilion of Women/庭院里的女人                                                 | アンドレ神父                                    | 日本劇場未公開 | 野島昭生                                                               |
| 2001 | ぼくの神さま Edges of the Lord                                                          | 神父                                            | | 山路和弘                                                               |
| 2002 | スパイダーマン Spider-Man                                                               | ノーマン・オズボーン / グリーン・ゴブリン       | | 山路和弘                                                               |
| 2002 | ボブ・クレイン 快楽を知ったTVスター Auto Focus                                          | ジョン・カーペンター                            | 江原正士 |                                                                        |
| 2003 | ファインディング・ニモ Finding Nemo                                                     | ギル                                            | 声の出演 | 山路和弘                                                               |
| 2003 | レジェンド・オブ・メキシコ/デスペラード Once Upon a Time in Mexico                      | アーマンド・バリーリョ                          | | 山路和弘                                                               |
| 2003 | 仮面の真実 The Reckoning                                                                | マーティン                                      | 日本劇場未公開 | （日本語吹替版なし）                                                   |
| 2004 | 二重誘拐 The Clearing                                                                   | アーノルド・マック                              | | 村田則男                                                               |
| 2004 | スパイダーマン2 Spider-Man 2                                                            | ノーマン・オズボーン / グリーン・ゴブリン       | カメオ出演 | 山路和弘                                                               |
| 2004 | ライフ・アクアティック The Life Aquatic with Steve Zissou                               | クラウス・ダイムラー                            | | 中村秀利                                                               |
| 2004 | コントロール Control                                                                    | マイケル・コープランド                          | 金尾哲夫 |                                                                        |
| 2004 | アビエイター The Aviator                                                                | ローランド・スイート                            | 金尾哲夫 |                                                                        |
| 2005 | マンダレイ Manderlay                                                                    | グレースの父                                    | 不明 |                                                                        |
| 2005 | トリプルX ネクスト・レベル XXX State of the Union                                       | ジョージ・デッカート                            | 山路和弘（ソフト版、テレビ朝日版） |                                                                        |
| 2005 | 誘惑の微笑 Before It Had a Name                                                         | レスリー                                        | 兼脚本 日本劇場未公開 | （日本語吹替版なし）                                                   |
| 2005 | リプリー 暴かれた贋作 Ripley Under Ground                                               | マーチソン                                      | 日本劇場未公開 | （日本語吹替版なし）                                                   |
| 2006 | インサイド・マン Inside man                                                             | ジョン・ダリウス                                | | 中村秀利                                                               |
| 2006 | アメリカン・ドリームズ American Dreamz                                                  | 首席補佐官                                      | 日本劇場未公開 | 池田勝                                                                 |
| 2006 | パリ、ジュテーム Paris, je t'aime                                                       | カウボーイ                                      | | 古澤徹                                                                 |
| 2007 | Mr. ビーン カンヌで大迷惑?! Mr.Bean's Holiday                                           | カーソン・クレイ                                | 金尾哲夫 |                                                                        |
| 2007 | スパイダーマン3 Spider-Man 3                                                            | ノーマン・オズボーン / グリーン・ゴブリン       | カメオ出演 | 山路和弘                                                               |
| 2007 | ウィレム・デフォー セブン:ビギンズ 〜彩られた猟奇〜 Anamorph                            | スタン・オーブリー                              | 日本劇場未公開 | 中田譲治                                                               |
| 2008 | しあわせの帰る場所 Fireflies in the Garden                                              | チャールズ・テイラー                            | 日本劇場未公開 | （日本語吹替版なし）                                                   |
| 2008 | エレニの帰郷 The Dust of Time                                                           | A                                               | | （日本語吹替版なし）                                                   |
| 2008 | 囚われのサーカス Adam Resurrected                                                       | クライン司令官                                  | 日本劇場未公開 | 東十條                                                                 |
| 2009 | アンチクライスト Antichrist                                                             | 彼                                              | | 大塚芳忠                                                               |
| 2009 | ファンタスティック Mr.FOX Fantastic Mr. Fox                                             | ラット                                          | 声の出演 | 青山穣                                                                 |
| 2009 | ダレン・シャン Cirque du Freak: The Vampire's Assistant                                 | ガブナー・パール                                | | 山路和弘                                                               |
| 2009 | 処刑人II The Boondock Saints II: All Saints Day                                         | ポール・スメッカー                              | カメオ出演 | 江原正士                                                               |
| 2009 | デイブレイカー Daybreakers                                                              | ライオネル・コーマック                          | | 江原正士                                                               |
| 2009 | 狂気の行方 My Son, My Son, What Have Ye Done                                            | ハンク・ヘイヴンハースト刑事                    | 日本劇場未公開 | （日本語吹替版なし）                                                   |
| 2009 | フェアウェル さらば、哀しみのスパイ L'Affaire Farewell                                  | フィニー（アメリカ合衆国中央情報局（CIA）長官） | | （日本語吹替版なし）                                                   |
| 2010 | ミラル Miral                                                                            | エディ                                          | | （日本語吹替版なし）                                                   |
| 2010 | A Woman                                                                                 | マックス・オリヴァー                            | N/A |                                                                        |
| 2011 | ハンター The Hunter                                                                     | マーティン・デヴィッド                          | 内田直哉 |                                                                        |
| 2011 | 4:44 地球最期の日 4:44 Last Day on Earth                                                | シスコ                                          | 山路和弘 |                                                                        |
| 2012 | ジョン・カーター John Carter                                                            | タルス・タルカス                                | 石井康嗣 |                                                                        |
| 2012 | ラスト・キリング 狼たちの銃弾 Tomorrow You're Gone                                      | ブッダ                                          | 日本劇場未公開 | 立川三貴                                                               |
| 2013 | オッド・トーマス 死神と奇妙な救世主 Odd Thomas                                          | 警察署長                                        | | 星野充昭                                                               |
| 2013 | ファーナス/訣別の朝 Out of the Furnace                                                  | ジョン・ペティ                                  | 中村秀利 |                                                                        |
| 2014 | 誰よりも狙われた男 A Most Wanted Man                                                    | トミー・ブルー                                  | 大塚芳忠 |                                                                        |
| 2014 | ニンフォマニアック Nymphomaniac                                                         | L                                               | （日本語吹替版なし） |                                                                        |
| 2014 | グランド・ブダペスト・ホテル The Grand Budapest Hotel                                   | ジョプリング                                    | 竹本和正 |                                                                        |
| 2014 | インファナル・ディール 野蛮な正義 Whiskey Bay                                           | バド・カーター                                  | 日本劇場未公開 | 中村秀利                                                               |
| 2014 | きっと、星のせいじゃない。 The Fault in Our Stars                                       | ピーター・ヴァン・ホーテン                      | | 横島亘                                                                 |
| 2014 | ジョン・ウィック John Wick                                                              | マーカス                                        | 山路和弘 |                                                                        |
| 2015 | Pasolini                                                                                | ピエル・パオロ・パゾリーニ                      | N/A |                                                                        |
| 2016 | ドッグ・イート・ドッグ Dog Eat Dog                                                      | マッド・ドッグ                                  | 山路和弘 |                                                                        |
| 2016 | ファインディング・ドリー Finding Dory                                                   | ギル                                            | 山路和弘 | 声の出演                                                               |
| 2016 | ファミリー・マン ある父の決断 A Family Man                                              | エド・ブラックリッジ                            | 日本劇場未公開 | 永田博丈                                                               |
| 2016 | グレートウォール The Great Wall / 長城                                                  | バラード                                        | | 多田野曜平                                                             |
| 2017 | フロリダ・プロジェクト 真夏の魔法 The Florida Project                                   | ボビー・ヒックス                                | アカデミー賞助演男優賞ノミネート ゴールデングローブ賞助演男優賞ノミネート 全米映画批評家協会賞助演男優賞受賞 ニューヨーク映画批評家協会賞助演男優賞受賞 ロサンゼルス映画批評家協会賞助演男優賞受賞 | （日本語吹替版なし）                                                   |
| 2017 | クレイジー・フォー・マウンテン Mountain                                                 | ナレーター                                      | ドキュメンタリー | （日本語吹替版なし）                                                   |
| 2017 | セブン・シスターズ What Happened to Monday                                              | テレンス・セットマン                            | | 上別府仁資                                                             |
| 2017 | Death Note/デスノート Death Note                                                        | リューク                                        | モーションキャプチャ及び声の出演 | 中村獅童                                                               |
| 2017 | ジャスティス・リーグ Justice League                                                     | バルコ                                          | 出演シーンカット | N/A                                                                    |
| 2017 | オリエント急行殺人事件 Murder on the Orient Express                                     | ゲアハルト・ハードマン                          | | 家中宏                                                                 |
| 2018 | 永遠の門 ゴッホの見た未来 At Eternity's Gate                                            | フィンセント・ファン・ゴッホ                    | ヴェネツィア国際映画祭男優賞受賞 アカデミー賞主演男優賞ノミネート ゴールデングローブ賞主演男優賞 (ドラマ部門)ノミネート                                                                            | （日本語吹替版なし）                                                   |
| 2018 | ポップスター Vox Lux                                                                    | ナレーター                                      | | （日本語吹替版なし）                                                   |
| 2018 | アクアマン Aquaman                                                                      | バルコ                                          | 多田野曜平 |                                                                        |
| 2019 | ライトハウス The Lighthouse                                                             | トーマス・ウェイク                              | 山路和弘 |                                                                        |
| 2019 | Tommaso                                                                                 | トマソ                                          | N/A |                                                                        |
| 2019 | マザーレス・ブルックリン Motherless Brooklyn                                            | ポール・ランドルフ                              | 多田野曜平 |                                                                        |
| 2019 | トーゴー Togo                                                                           | レナード・セパラ                                | 多田野曜平 |                                                                        |
| 2020 | マクマホン・ファイル The Last Thing He Wanted                                           | リチャード・ディック・マクマホン                | 多田野曜平 | Netflixオリジナル映画                                                  |
| 2020 | Siberia                                                                                 | クリント                                        | | N/A                                                                    |
| 2021 | ジャスティス・リーグ:ザック・スナイダーカット Zack Snyder's Justice League              | ヌイディス・バルコ                              | 多田野曜平 |                                                                        |
| 2021 | フレンチ・ディスパッチ ザ・リバティ、カンザス・イヴニング・サン別冊 The French Dispatch | アバカス                                        | 不明 |                                                                        |
| 2021 | カード・カウンター The Card Counter                                                     | ジョン・ゴード                                  | 山路和弘 |                                                                        |
| 2021 | ナイトメア・アリー Nightmare Alley                                                      | クレム・ホーテリー                              | 内田直哉 |                                                                        |
| 2021 | スパイダーマン:ノー・ウェイ・ホーム Spider-Man: No Way Home                             | ノーマン・オズボーン / グリーン・ゴブリン       | 山路和弘 |                                                                        |
| 2022 | ノースマン 導かれし復讐者 The Northman                                                  | ヘイミル                                        | 山路和弘 |                                                                        |
| 2022 | Dead for a Dollar                                                                       | Joe Cribbens                                    | N/A |                                                                        |
| 2023 | インサイド Inside                                                                       | ネモ                                            | 咲野俊介 |                                                                        |
| 2023 | アステロイド・シティ Asteroid City                                                      | ソルトツブルク・キーテル                        | 飛田展男 |                                                                        |
| 2023 | 哀れなるものたち Poor Things                                                            | ゴッドウィン・バクスター博士                    | （日本語吹替版なし） |                                                                        |
| 2023 | Finally Dawn                                                                            | Rufus Priori                                    | |                                                                        |
| 2023 | 君たちはどう生きるか The Boy and the Heron                                              | 老ペリカン                                      | 声の出演（英語版吹き替え） | 小林薫（原語版の声優）                                                 |
| 2024 | 憐れみの3章 Kinds of Kindness                                                           | レイモンド ジョージ オミ                        | | （日本語吹替版なし）                                                   |
| 2024 | ビートルジュース ビートルジュース Beetlejuice Beetlejuice                               | ウルフ・ジャクソン                              | 山路和弘 |                                                                        |
| 2024 | サタデー・ナイト/NYからライブ! Saturday Night                                           | デイヴ・テベット                                | 石田圭祐 |                                                                        |
| 2024 | ノスフェラトゥ Nosferatu                                                                | アルビン・エーバーハルト・フォン・フランツ教授  | 多田野曜平 |                                                                        |
| 2025 | The Legend of Ochi                                                                      | マキシム                                        | TBA |                                                                        |
| TBA  | Tropico                                                                                 | レイモンド・サンツ                              | TBA |                                                                        |
| TBA  | The Phoenician Scheme                                                                   | TBA                                             | TBA |                                                                        |
| TBA  | Tenzing                                                                                 | ジョン・ハント                                  | TBA |                                                                        |
| TBA  | Werwulf                                                                                 | TBA                                             | TBA |                                                                        |

### ビデオ・ゲーム
| 年   | 題名                                                                   | 役名                                  | 備考                                    | 日本語吹替 |
| ---- | ---------------------------------------------------------------------- | ------------------------------------- | --------------------------------------- | ---------- |
| 2002 | SPIDER-MAN Spider-Man                                                  | ノーマン・オズボーン/グリーンゴブリン |                                         | 山路和弘   |
| 2004 | 007 エブリシング オア ナッシング James Bond 007: Everything or Nothing | ニコライ・ディアボロ                  | 大塚芳忠                                |            |
| 2013 | BEYOND: Two Souls Beyond: Two Souls                                    | ネイサン・ドーキンス                  | PS3用ゲーム作品、CGモデリング、声の出演 | 山路和弘   |
| 2019 | TWELVE MINUTES                                                         | 警官                                  |                                         |            |

## 日本語吹き替え
『ルル・オン・ザ・ブリッジ』で初めて担当し、スパイダーマン シリーズのノーマン・オズボーン / グリーン・ゴブリン役を吹き替えてからは、主に山路和弘が大半の作品で担当している。
山路によるデフォーの吹き替えは同業者間でも高い評価と人気を得ており、山路自身もデフォーの演技に感嘆していることを明かしている（詳しくは山路の記事を参照）。
このほかにも、野沢那智、大塚芳忠、江原正士、中村秀利、納谷六朗、多田野曜平、千田光男、森田順平、咲野俊介なども複数回、声を当てている。